# Stephen Collins
Stephen Weaver Collins (* 1. října 1947 Des Moines, Iowa) je americký herec.
Svoji hereckou kariéru zahájil v polovině 70. let 20. století, jeho prvním filmem byl snímek Všichni prezidentovi muži (1976). Dále se objevil např. ve filmech Fedora (1978), Star Trek: Film (1979; jako komandér Willard Decker), Brewsterovy milióny (1985), Jumpin' Jack Flash (1986), Klub odložených žen (1996) nebo Krvavý diamant (2006). V USA je známý díky rolím v různých televizních seriálech, především jako reverend Eric Camden v seriálu Sedmé nebe a jako dr. Dayton King z No Ordinary Family. Collins působí také v divadle, hraje na Broadwayi (Spamalot, Moonchildren, The Ritz, aj.) i jinde (Lincoln Center, Manhattan Theatre Club).
Vydal také dvě hudební alba a v 90. letech 20. století napsal dva romány.

## Osobní život
V roce 1985 se oženil s herečkou Faye Grantovou. Jejich dcera se narodila v roce 1989. V roce 2012 Collins zažádal po 29 letech o rozvod, který byl dokončen v lednu roku 2015.

## Filmografie

### Televize
| Rok       | Název                                             | Role                        | Poznámky                                 |
| --------- | ------------------------------------------------- | --------------------------- | ---------------------------------------- |
| 1975      | The Waltons                                       | Todd Clarke                 | díl: „The Abdication“                    |
| 1976      | Brinks: The Great Robbery                         | Agent Donald Nash           | TV film                                  |
| 1977      | The Rhinemann Exchange                            | David Spaulding             | mini-seriál                              |
| 1978      | Charlieho andílci                                 | Steve Carmody               |                                          |
| 1980      | The Henderson Monster                             | Pete Casimir                | TV film                                  |
| 1981      | Looking Back                                      | Morton Fullerton            | TV film                                  |
| 1981      | Letní slunovrat                                   | mladý Joshua Turner         | TV film                                  |
| 1982      | Inside the Third Reich                            | Karl Hanke                  | TV film                                  |
| 1982      | Tales of the Gold Monkey                          | Jake Cutter                 | TV film                                  |
| 1983      | Policejní šéfové z Delana                         | Billy Lee                   | mini-seriál                              |
| 1984      | Threesome                                         | Peter Hatten                | TV film                                  |
| 1984      | Temné zrcardlo                                    | Dr. Jim Eiseley             | TV film                                  |
| 1985      | The Hitchhiker                                    | Todd Fields                 | díl: „And If We Dream“                   |
| 1986      | Udržet sen                                        | Shane O'Neil                | TV film                                  |
| 1987      | Dvě paní Grenvillové                              | Billy Grenville Jr.         | TV film                                  |
| 1988      | Víkendová válka                                   | kapitán John Deason         | TV film                                  |
| 1989      | Tattingers                                        | Nick Tattinger              |                                          |
| 1990      | Working It Out                                    | David Stuart                |                                          |
| 1991      | A Woman Named Jackie                              | John F. Kennedy             | mini-seriál                              |
| 1992      | A Woman Scorned: The Betty Broderick Story        | Dan Broderick               | TV film                                  |
| 1992      | Her Final Fury: Betty Broderick, The Last Chapter | Dan Broderick               | TV film                                  |
| 1992      | My New Gun                                        | Gerald Bender               |                                          |
| 1993      | Muž bez tváře                                     | Clee Donovan                | TV film                                  |
| 1993      | Zmizení Nory                                      | Jack Fremont                | TV film                                  |
| 1994      | Scarlett                                          | Ashley Wilkes               | mini-seriál                              |
| 1995      | Rozdělená rodina                                  | Roger Billingsley           | TV film                                  |
| 1995–1996 | Sisters                                           | Dr. Gabriel 'Gabe' Sorenson |                                          |
| 1996      | On Seventh Avenue                                 | Tom Aiken                   | TV film                                  |
| 1996      | Náhradní matka                                    | Bill Bartrand               | TV film                                  |
| 1996–2007 | Sedmé nebe                                        | Eric Camden                 | hlavní role, 242 dílů                    |
| 1996      | Správná rodina                                    | Sam                         | TV film                                  |
| 1998      | Cena lásky                                        | Sam                         | TV film                                  |
| 1999      | Než se čas naplní                                 | Dan Carlin                  | TV film                                  |
| 1999      | Batman budoucnosti                                | Tony Maychek                |                                          |
| 2001      | Jumping Ship                                      | Zahradník                   |                                          |
| 2005      | Celebrity Poker Showdown                          | Sám sebe                    |                                          |
| 2006      | It's Always Sunny in Philadelphia                 | Bruce Mathis                | 2 díly                                   |
| 2008      | Zákon a pořádek: Útvar pro zvláštní oběti         | Pierson Bartlett            | díl: „Obchod“                            |
| 2008      | Every Second Counts                               | Joe Preston                 | TV film                                  |
| 2009–2011 | Private Practice                                  | Kapitán                     | 4 díly                                   |
| 2010      | No Ordinary Family                                | Dr. Dayton King             | 5 dílů                                   |
| 2010      | Bratři a sestry                                   | Charlie                     | díl: „A Righteous Kiss“                  |
| 2011      | Kancl                                             | Walter Bernard Sr.          | díl: „Garden Party“                      |
| 2013      | Falling Skies                                     | Benjamin Hathaway           | 2 díly                                   |
| 2013      | Skandál                                           | News Anchor                 | díl: „Všechno nejlepší, pane prezidente“ |
| 2013      | The Fosters                                       | Rev. Adams                  | díl: „I Do“                              |
| 2013      | Devious Maids                                     | Philippe Delatour           | 6 dílů                                   |
| 2013      | Revoluce                                          | Dr. Gene Porter             | hlavní role, 2. řada, 12 dílů            |

### Film
| Rok  | Název                     | Role                   | Poznámky |
| ---- | ------------------------- | ---------------------- | -------- |
| 1976 | Všichni prezidentovi muži | Hugh W. Sloan Jr.      |          |
| 1977 | Between the Lines         | Micheal                |          |
| 1978 | Fedora                    | Young Barry            |          |
| 1979 | Slib                      | Michael Hillyard       |          |
| 1979 | Star Trek: Film           | kapitán Willard Decker |          |
| 1980 | Milující páry             | Greg                   |          |
| 1985 | Brewsterovy milióny       | Warren Cox             |          |
| 1986 | Nebezpečné území          | Dr. David Lowell       |          |
| 1986 | Jumpin' Jack Flash        | Marty Phillips         |          |
| 1989 | Velkofilm                 | Attorney               |          |
| 1990 | Stella                    | Stephen Dallas         |          |
| 1992 | Můj nový revolever        | Gerald Bender          |          |
| 1995 | A Family Divided          | Roger Billingsley      |          |
| 1996 | Klub odložených žen       | Aaron Paradis          |          |
| 1999 | Šílená jízda              | pan Maris              |          |
| 2003 | The Commission            | Joseph A. Ball         |          |
| 2006 | Krvavý diamant            | ambasador Walker       |          |
| 2007 | Vdáš se, a basta!         | Joe Dresden            |          |
| 2008 | Hole in the Paper Sky     | pan Benson             |          |
| 2012 | Tři moulové               | pan Harter             |          |